# NGC 5963
NGC 5963 (другие обозначения — UGC 9906, MCG 9-25-58, ZWG 297.15, KCPG 469A, IRAS15322+5643, PGC 55419) — спиральная галактика (Sc) в созвездии Дракон.
Этот объект входит в число перечисленных в оригинальной редакции «Нового общего каталога».